# Andrew Prentice
Andrew Prentice (...) è un matematico e astrofisico australiano.
È conosciuto per la sua vasta gamma di eterodosse, ma accurate previsioni circa il sistema solare e per aver teorizzato la turbolenza supersonica.
È Lettore (Reader) presso l'Università di Monash, in Australia, ed insegna astrofisica stellare e planetaria.
Noto per il suo stile originale, i suoi aneddoti ed espressioni folkloristiche in ambito astrofisico, è oggetto di ammirazione da parte dei propri allievi nelle facoltà di matematica ed astrofisica. Ha compiuti stupefacenti predizioni e ricevuto nell'arco degli anni una grande ammirazione in ambito internazionale, con giustificato stupore da parte di molti suoi colleghi della NASA in seguito alla conferma delle sue ipotesi.

## Ipotesi confermate
Alcune delle conferme alle sue ipotesi sono:
- Nel 1977 ipotizzò l'esistenza di una cintura di satelliti rocciosi orbitanti ad una distanza di quattro raggi gioviani da Giove. Due anni dopo fu scoperta l'esistenza dell'anello principale sebbene più vicino al pianeta rispetto a quanto Prentice avesse previsto.
- Nove anni prima della scoperta di Puck e altri nove piccoli satelliti, affermò che Urano aveva altri due satelliti oltre ad altri piccoli oggetti orbitanti.
- Nel 1981 teorizzò che la massa di Teti, il satellite di Saturno, fosse dal 20% al 25% maggiore del valore allora ritenuto corretto. Tre mesi dopo l'annuncio, si constatò che la massa di Teti era maggiore del 21% rispetto a quanto precedentemente pensato.
- Nel 1989 ipotizzò che Nettuno avesse altri quattro satelliti, orbitanti nel piano equatoriale rispettivamente ad una distanza dal pianeta di 5, 3,5, 2,5 e 1,8 volte il raggio di Nettuno. Entro la fine dell'anno furono scoperte altre quattro lune di Nettuno orbitanti a distanze di 7, 3, 2,5 e 2,1 volte il raggio di Nettuno dal pianeta.
- Trovò conferma da osservazioni nell'infrarosso anche la sua predizione che su Tritone il ghiaccio secco fosse il composto chimica contenente la maggiore percentuale di carbonio.